# 奧博隆區

奧博隆區在基辅市的位置

奧博隆區（羅馬化：Obolonskyi raion）是烏克蘭首都基輔的一個區，位於該市北部，處於第聶伯河右岸，面積110.2平方公里，2013年人口317,419，人口密度每平方公里2,880.39人。